# Lyne Beaumont
Lyne Beaumont (* 23. Januar 1978 in Québec) ist eine ehemalige kanadische Synchronschwimmerin.

## Erfolge
Lyne Beaumont gab 1998 ihr internationales Debüt bei den Weltmeisterschaften in Perth. Bei diesen verpasste sie mit der Mannschaft mit 96,6870 Punkten als Vierte hinter den mit 96,8290 Punkten drittplatzierten US-Amerikanerinnen knapp einen Medaillengewinn. Bei den Olympischen Spielen 2000 in Sydney gehörte Beaumont ebenfalls zum Aufgebot Kanadas im Mannschaftswettbewerb. Zusammen mit Claire Carver-Dias, Erin Chan, Catherine Garceau, Fanny Létourneau, Kirstin Normand, Jacinthe Taillon und Reidun Tatham gelang ihr mit 97,357 Punkten das drittbeste Ergebnis des Wettkampfs, womit die Kanadierinnen hinter den Russinnen, die mit 99,146 Punkten Olympiasiegerinnen wurden, und den mit 98,860 Punkten zweitplatzierten Japanerinnen die Bronzemedaille gewannen.